# HTV-X
New Space Station Resupply Vehicle (яп. 新型宇宙ステーション補給機>, Shingata Uchū Sutēshon Hokyūki), более известный как HTV-X, — японский беспилотный грузовой космический корабль, предназначенный для доставки грузов на Международную космическую станцию. Первый запуск запланирован на октябрь 2025 года.

## История
В мае 2015 года министерство образования, культуры, спорта, науки и технологий Японии объявило о предложении заменить HTV на улучшенную, уменьшенную по стоимости версию, предварительно названную HTV-X.
Предполагается, что улучшенная версия корабля HTV-X будет впервые использована для десятого полёта и будет выполнять запланированные обязанности по снабжению МКС на 2021—2024 годы. Кроме того, JAXA согласилась предоставить полёты по материально-техническому обеспечению HTV-X на космическую станцию Gateway в качестве части своего вклада в дополнение к совместной разработке жилого модуля с ЕКА.
Первый запуск технической демонстрационной машины на ракете H3 планировался на 2022 год. На корабле HTV-X планируется иметь маленькую возвратную капсулу. Упрощение общей конструкции позволит снизить стартовую массу HTV-X до 15,5 т с 16,5 т HTV, а максимальная масса груза будет увеличена до 7,2 т. У HTV-X будет боковой люк, который позволит загружать грузы непосредственно перед запуском (например, свежие продукты и научные эксперименты). JAXA будет использовать HTV-X для проведения экспериментов и тестирования передовых технологий на околоземной орбите в течение до 18 месяцев после того, как транспортное средство завершит доставку грузов и покинет космическую станцию.
Также предусматривается создание новой ракеты H3, предназначенной для выведения грузового корабля HTV-X в космос.
| Сравнение характеристик разрабатываемых беспилотных грузовых космических кораблей | Сравнение характеристик разрабатываемых беспилотных грузовых космических кораблей    | Сравнение характеристик разрабатываемых беспилотных грузовых космических кораблей                                   | Сравнение характеристик разрабатываемых беспилотных грузовых космических кораблей | Сравнение характеристик разрабатываемых беспилотных грузовых космических кораблей                       | Сравнение характеристик разрабатываемых беспилотных грузовых космических кораблей | Сравнение характеристик разрабатываемых беспилотных грузовых космических кораблей |
| Название                                                                          | Dream Chaser                                                                         | Dragon XL | HTV-X                                                                             | Nyx | Хаолун                                                                            | Цинчжоу                                                                           |
| Разработчик                                                                       | Sierra Space                                                                         | SpaceX | JAXA                                                                              | The Exploration Company                                                                                 | CAIG                                                                              | IAMCAS                                                                            |
| --------------------------------------------------------------------------------- | ------------------------------------------------------------------------------------ | --- | --------------------------------------------------------------------------------- | --- | --------------------------------------------------------------------------------- | --------------------------------------------------------------------------------- |
| Внешний вид                                                                       |                                                                                      | |                                                                                   | |                                                                                   |                                                                                   |
| Первый полёт                                                                      | 2025                                                                                 | 2028 | 2025                                                                              | 2028 | 2025                                                                              | 2025                                                                              |
| Габариты                                                                          | 9 м длина 9 м ширина 16 м³ объём                                                     | — | 8 м длина 4,4 м ширина ? м³ объём                                                 | — | 10 м длина 4,5 м ширина ? м³ объём                                                | ? м длина ? м ширина 27 м³ объём                                                  |
| Многоразовость                                                                    | да                                                                                   | нет | нет                                                                               | да | да                                                                                | нет                                                                               |
| Масса, кг                                                                         | 11 340 кг (стартовая)                                                                | — | 16 000 кг (стартовая)                                                             | — | —                                                                                 | —                                                                                 |
| Полезная нагрузка, кг                                                             | 5500 кг                                                                              | 5000 кг | 5850 кг                                                                           | 4000 кг                                                                                                 | 7000 кг                                                                           | 2000 кг                                                                           |
| Возвращение груза, кг                                                             | да                                                                                   | утилизация | утилизация                                                                        | да 3000 кг                                                                                              | да                                                                                | утилизация                                                                        |
| Время полёта в составе ОС                                                         | —                                                                                    | до 360 суток | до 180 суток                                                                      | — | —                                                                                 | —                                                                                 |
| Время полёта до стыковки                                                          | —                                                                                    | — | —                                                                                 | — | —                                                                                 | —                                                                                 |
| Ракета-носитель                                                                   | Вулкан                                                                               | Falcon Heavy | H3                                                                                | Ариан-6                                                                                                 | Чжуцюэ-3                                                                          | Лижан-2                                                                           |
| Описание                                                                          | Частный многоразовый космический корабль для снабжения МКС, в рамках программы COTS. | Частный космический корабль, в рамках программы GLS, предназначенный для доставки полезного груза на Lunar Gateway. | Японский грузовой космический корабль предназначенный для снабжения МКС.          | Частный многоразовый космический корабль для доставки и возвращения грузов на НОО и окололунную орбиту. | Многоразовый космоплан, с возможностью посадки на ВПП.                            | Малый космический транспортный корабль.                                           |